# CSS Sumter
El CSS Sumter fue una barco mercante, que los confederados usaron de manera improvisada como buque de guerra. El barco tenía una máquina de vapor de vapor y un aparejo auxiliar.

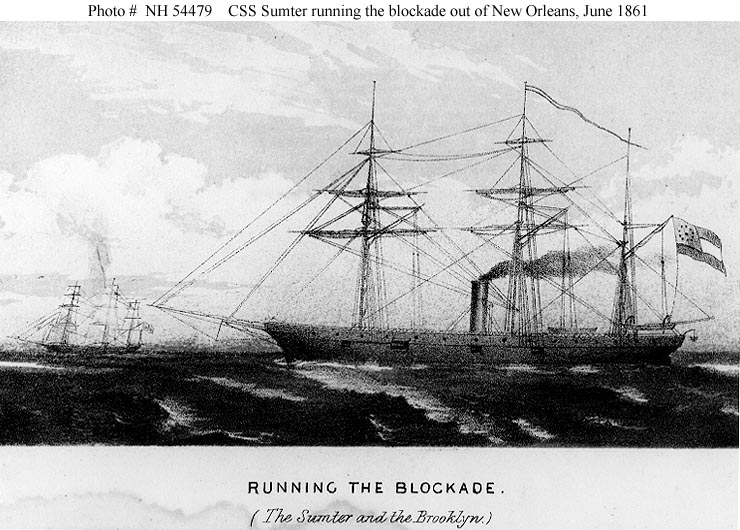
El corredor de bloqueo Gibraltar.

## Historial
Fue construido en 1859 como Habana en Filadelfia, para "Línea de McConnell New Orleans y La Habana". En abril de 1861, el buque fue adquirió por parte del gobierno confederado de Nueva Orleans. Los confederados lo convirtieron en un crucero auxiliar y lo pusieron bajo el mando de Raphael Semmes.
Renombrado como el CSS Sumter, el día 3 de junio de 1861, por la Armada de la Confederación. Para final de mes, rompió el bloqueo de los Estados del Norte en la desembocadura del Mississippi.
A principios de julio, el Sumter se enfrascó en una huida ante la persecución de la corbeta de guerra unionista Brooklyn. En las aguas alrededor de Cuba, la Armada confederada logró romper el bloqueo con otros ocho buques que navegarían con bandera comercial estadounidense. Mientras, el Sumter era perseguido en un viaje al sur de la costa de Brasil. Ante tal lejanía de los buques unionistas, los confederados planearon romper el bloqueo con otros dos buques mercantes.
Mientras, para el CSS Sumter, su viaje se ennegrecia debido a la denegación de una compra de carbón a mediados de noviembre en la Martinica debido a un bloqueo de la Balandra estadounidense Iroquois, pero el CSS Sumter logró escapar en la noche y continuó con sus actividades. El CSS Sumter se trasladó a aguas europeas y continuó el viaje entre los meses de noviembre de 1861 hasta el de enero de 1862, durante este tiempo la confederación rompería el bloqeuo con otros seis buques.
El 4 de enero de 1862 ancló en Cádiz, pero solo recibió permiso para algunas reparaciones menores. Se le denegó el carboneo y fue obligado a trasladarse a Gibraltar.
Después de que se encontrase con la imposibilidad de las reparaciones necesarias, el buque se puso en marcha en abril de 1862. Allí permaneció inactivo durante el resto del año, pues la zona estaba bajo la vigilancia constante de los buques de guerra de la Marina de los EE. UU., la corbeta de guerra USS Kearsarge y el USS Chippewa. El Comandante Semmes, y otros oficiales fueron retirados del servicio en el CSS Sumter y asignados al CSS Alabama.
Aunque el CSS Sumter solo obtuvo una carrera de seis meses, se incautó 18 buques en este tiempo, de los cuales se quemaron ocho, nueve fueron despedidos porque no llevaban contrabando con ellos y un barco tuvo que ser rescatado por segunda vez. Los esfuerzos necesarios de la Armada de los Estados Unidos para rastrear la nave, acabaron significando el debilitamiento de los bloqueos al Sur, lo que contribuyó en gran medida a la causa confederada.
El CSS Sumter fue dado como baja y vendido el 19 de diciembre de 1862 a la empresa "Fraser- Trenholm", quienes rebautizaron la nave como Gibraltar y la comenzaron a usar con la bandera británica de Liverpool como un buque rompedor de bloqueo para la Confederación. El 10 de febrero de 1867 tuvo una vía de agua durante un viaje de Helsingborg, Suecia a Grimsby, Lincolnshire, y se hundió en Dogger Bank el 14 de febrero de 1867, y su tripulación fue rescatada por una sumaca de pesca.